# Cò thìa mỏ đen
Cò thìa mỏ đen hay cò thìa hoàng gia, tên khoa học Platalea regia, là một loài chim trong họ Threskiornithidae.

## Hình ảnh

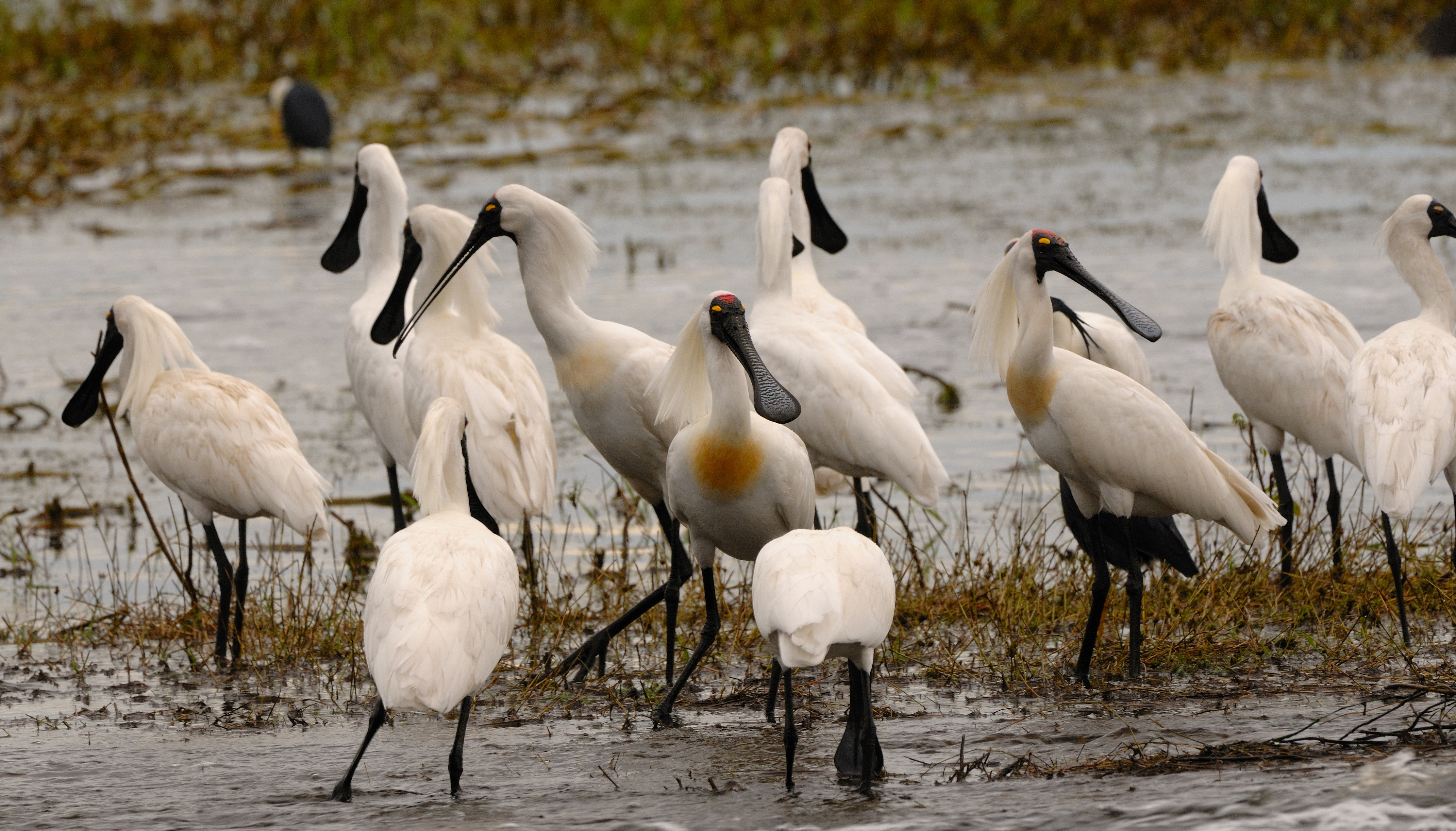
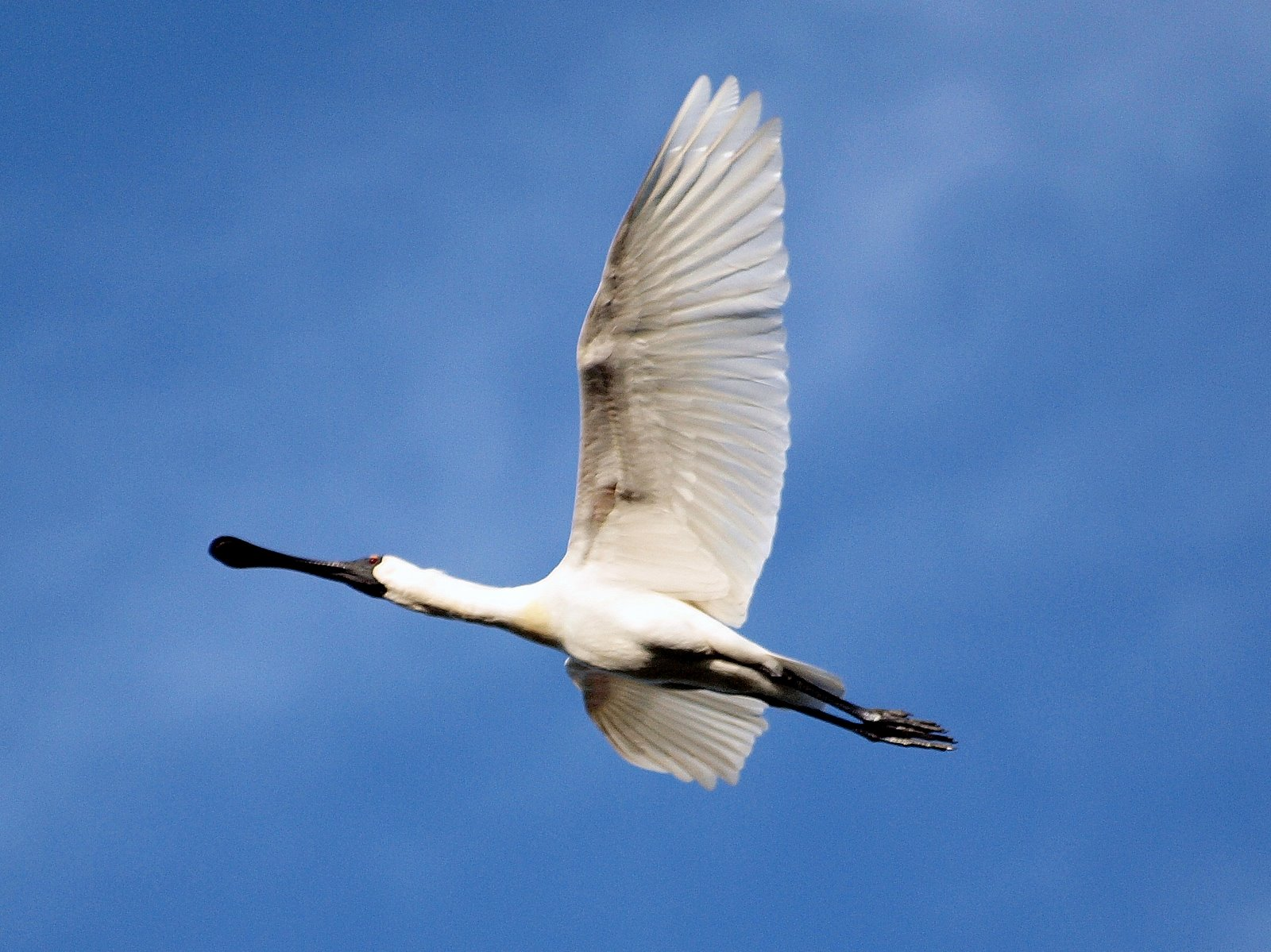
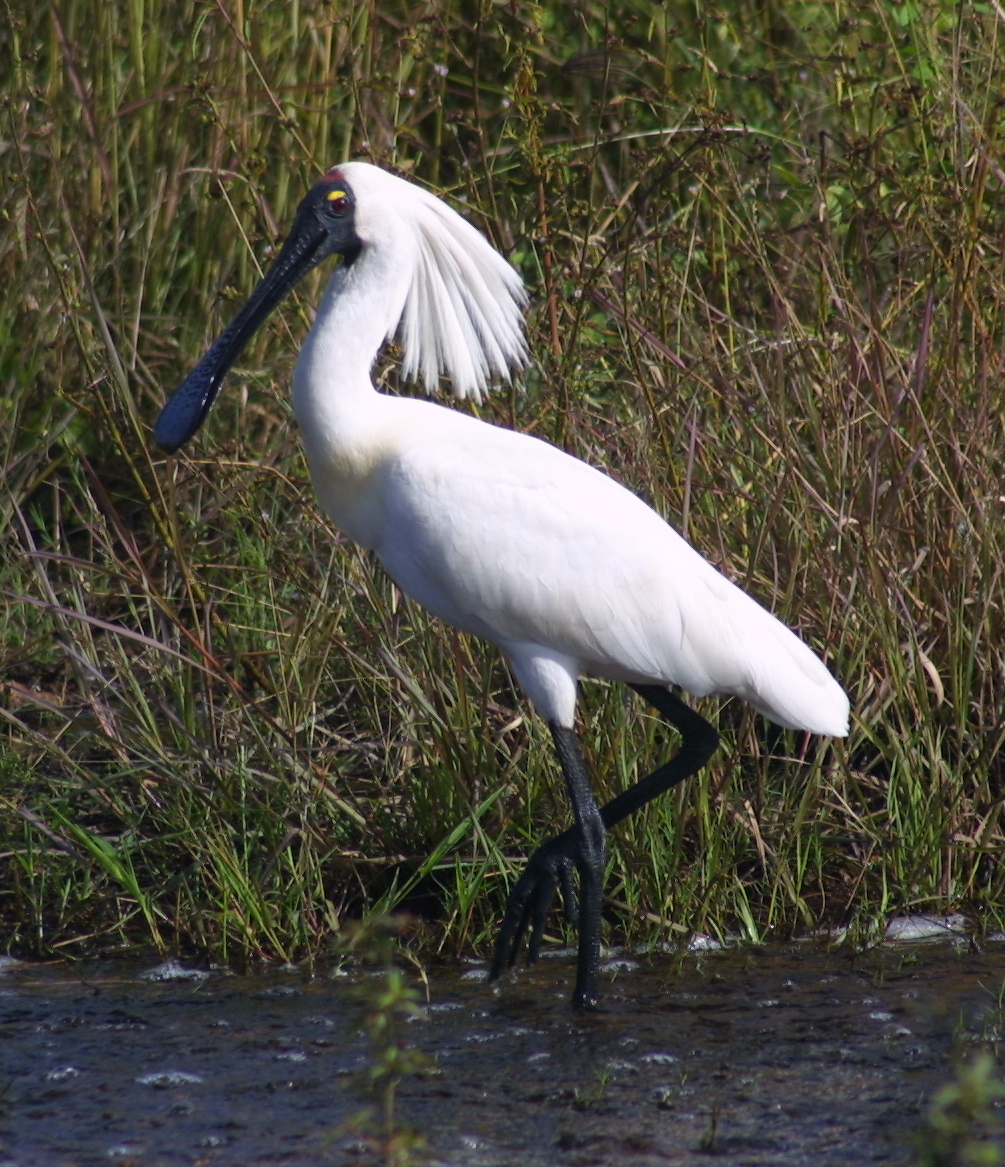
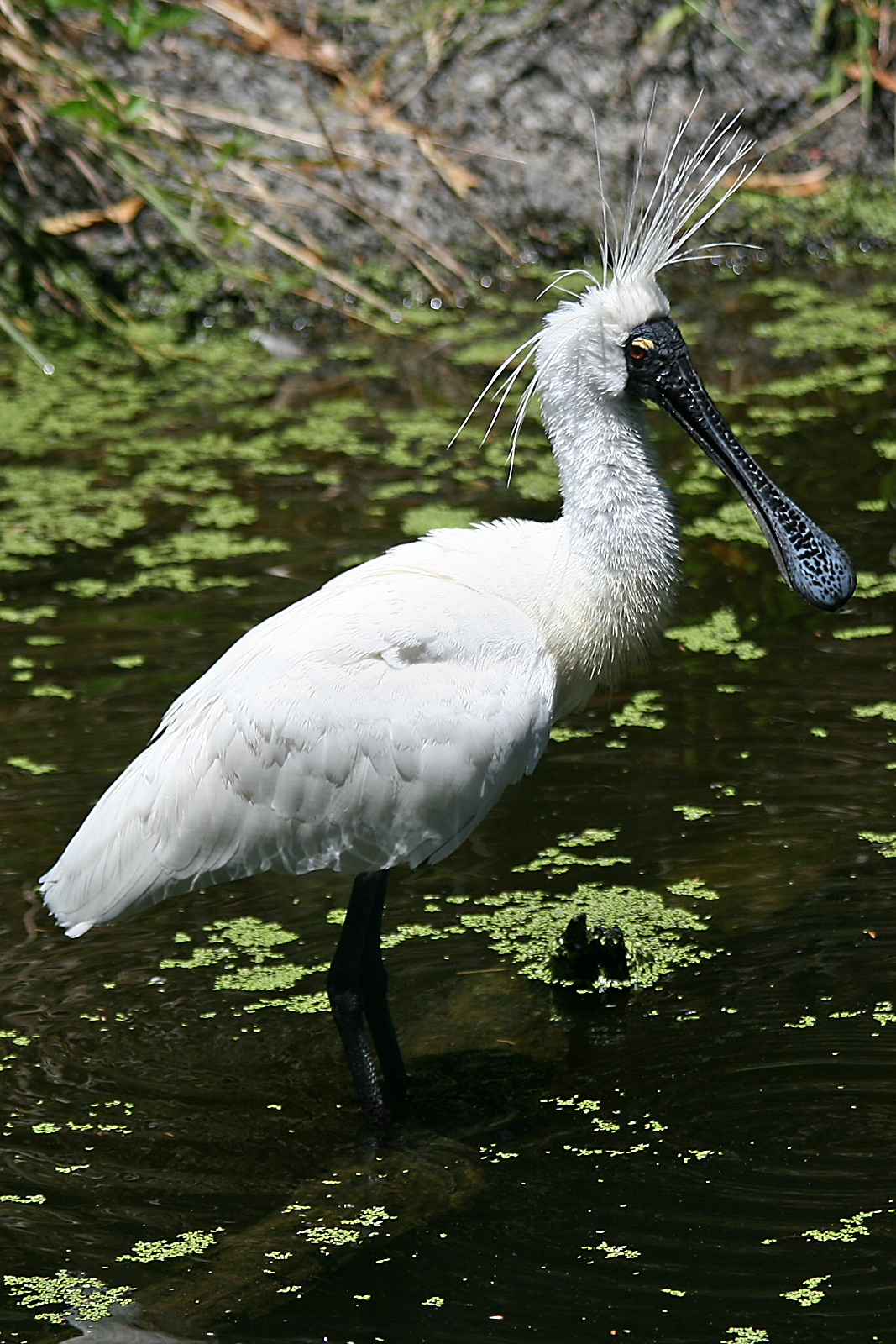